# Słotwina (województwo śląskie)
Słotwina – wieś w Polsce położona w województwie śląskim, w powiecie żywieckim, w gminie Lipowa u stóp Skrzycznego. 
Powierzchnia sołectwa to 270 ha, a liczba ludności w 2020 wynosiła 814 osób, co daje gęstość zaludnienia równą 301,5 os./km².

## Części wsi
| SIMC    | Nazwa      | Rodzaj    |
| ------- | ---------- | --------- |
| 0058991 | Bartyki    | część wsi |
| 0059000 | Cygany     | część wsi |
| 0059016 | Do Zrębu   | część wsi |
| 0059022 | Goryle     | część wsi |
| 0059039 | Koniarze   | część wsi |
| 0059045 | Matlakowie | część wsi |
| 0059051 | Sowy       | część wsi |
| 0059068 | Wandzlowie | część wsi |
| 0059074 | Wojciechy  | część wsi |
| 0059080 | Zagrody    | część wsi |

## Historia
Pierwsze wzmianki o miejscowości można odnaleźć w "Dziejopisie Żywieckim". Pojawia się tam zwrot o budowaniu kościoła w Lipowej przez "Wielkich Słotwinian i Lipowian" w 1309. Jak czytamy w "Dziejopisie..." nazwa "Słotwina" pochodzi "od słodkich jagód, albo trześni wielu będących tam i wielu rodzących się". Według "Słownika geograficznego Królestwa Polskiego i innych krajów słowiańskich" w 1869 roku Słotwinę zamieszkiwało 427 osób mieszkających w 56 domach. W roku 1880 mieszkańców było 434, z czego 427 katolików i 7 żydów. We wsi znajduje się kaplica Najświętszego Serca Pana Jezusa z 1900 z ołtarzem z XVI w., a także, od 2006, ośrodek duszpasterski przy nowo wybudowanym kościele, w 2008 przekształcony w samodzielną parafię Najświętszego Serca Pana Jezusa. Miejscowa szkoła od 1890 prowadzi kronikę.
W latach 1975–1998 miejscowość położona była w województwie bielskim.

## Urodzeni
- Eugeniusz Ladenberger ps. „Dereń”, „Burza”, „Henryk”, „Janosik”, „Kazimierz”, „Oracz” (ur. 11 grudnia 1908, zm. 14 listopada 1979 w Warszawie) – oficer Wojska Polskiego i Polskich Sił Zbrojnych, uczestnik ruchu oporu, kawaler Orderu Virtuti Militari.